# It's Alright (chanson de Ricky Martin)
Pour les articles homonymes, voir It's Alright.
Singles de Ricky Martin
Drop It on Me
(2005) Tu Recuerdo
(2006)
Pistes de Life
I Am
(6) Drop It On Me
(8)
It's Alright est une chanson de Ricky Martin sortie le 7 mars 2006 sous le label Columbia Records. 3e single extrait de l'album studio Life, la chanson a été écrite Danny López, George Pajon Jr., Javier García, Soraya Lamilla et produite par will.i.am, Danny López, George Pajon Jr., Ricky Martin.
La version originale est la version de Ricky Martin, seul. En 2006, le chanteur français M. Pokora ajoute sa voix, et une nouvelle version pour les pays francophones est éditée. Cette version est incluse dans l'album du chanteur français, Player.

## Formats et liste des pistes
Europe CD single
1. "It's Alright" – 3 min 31 s
2. "Dejate Llevar" (Spanish Version) – 3 min 32 s

 France CD single
1. "It's Alright" (Radio Edit) (featuring M. Pokora)
2. "It's Alright" (Album version)

 France CD maxi-single
1. "It's Alright" (featuring M. Pokora) – 3 min 22 s
2. "It's Alright" (Album Version) – 3 min 22 s
3. "María" (Spanglish Extended Remix) – 7 min 56 s

## Classements et certifications

### Classement par pays
| Classement (2006)                    | Meilleure position |
| ------------------------------------ | ------------------ |
| Belgique Flandre Ultratip Chart      | 18                 |
| Belgique Wallonie classement single  | 11                 |
| Pays-Bas Top 100                     | 69                 |
| Europe Hot 100 Singles               | 18                 |
| Finlande Classement single,          | 17                 |
| France SNEP                          | 4                  |
| Suisse Classement single             | 18                 |
| États-Unis Billboard Hot Latin Songs | 21                 |
| États-Unis Billboard Latin Pop Songs | 6                  |

### Classement de fin d'année
| Classement (2006)                   | Position |
| ----------------------------------- | -------- |
| Belgique Wallonie classement single | 43       |

### Certifications
| Pays        | Certifications    |
| ----------- | ----------------- |
| France SNEP | Platine (111 000) |